# 瀧山龍三
瀧山 龍三（たきやま りゅうぞう、1940年10月19日 - ）は、日本の電子工学者。専門は知能情報学。

## 人物・経歴
福岡県に生まれる。1959年福岡県立修猷館高等学校を経て、1963年九州大学工学部電子工学科を卒業。1968年九州大学大学院工学研究科電子工学専攻博士課程を修了。 
九州大学工学部助手を経て、1969年九州芸術工科大学（現・九州大学芸術工学部）助教授となり、1985年同教授に就任。2002年4月同学長に選ばれる。
その後、長崎総合科学大学学長、情報学部長を務めた。